# Ekranowanie ochronne
Ekranowanie ochronne – środek ochrony przeciwporażeniowej zabezpieczający przed uszkodzeniem izolacji. Może też stanowić element separacji wzmocnionej.
Ochrona ta polega na zastosowaniu ekranu ochronnego przewodzącego odgradzającego części czynne niebezpieczne instalacji i maszyn od części (strefy) chronionej. Ekran ochronny powinien być połączony przewodami wyrównawczymi do instalacji i urządzeń. Ekran wraz z połączeniami powinien spełnić wymagania stawiane elementom układu połączeń wyrównawczym.